# Pirata rubicundicoloratus
Pirata rubicundicoloratus là một loài nhện trong họ Lycosidae.
Loài này thuộc chi Pirata. Pirata rubicundicoloratus được Embrik Strand miêu tả năm 1906.